# Phát thanh viên
Phát thanh viên là người làm nghề phát thanh, thường chỉ những người biên tập trên đài phát thanh đồng thời chuyển tải từ ngôn ngữ viết sang ngôn ngữ nói để đưa thông tin tới công chúng. Cùng một tính chất công việc nhưng những người biên tập và chuyển tải thông tin tới công chúng ở đài truyền hình lại được gọi là biên tập viên. Đôi khi phát thanh viên còn được gọi một các gần gũi là giọng đọc, như giọng đọc Hoàng Yến, Hà Phương, Thanh Tùng, Phạm Đông Nguyễn Ngọc Ngạn...

## Lịch sử
Nghề phát thanh viên ra đời gắn liền với sự ra đời của Radio. Xác định nguồn gốc của radio, trong thời kì được gọi là liên lạc không dây, vẫn còn đang tranh cãi.

## Yếu tố cần có ở một người phát thanh viên
- Giọng nói
- Sự kiên trì
- Cá tính, phong cách riêng
- Sự sáng tạo[1]

## Kỹ năng cần thiết
- Biên tập
- Khả năng ứng biến với tình huống
- Biến hóa giọng nói[1]

## Quan điểm về nghề làm phát thanh
| “           | Mặc dù hiện nay, trong xu hướng phát triển của báo phát thanh hiện đại, giọng đọc của phát thanh viên chuyên nghiệp chỉ chiếm một tỷ lệ nhỏ, còn lại phần lớn là giọng đọc của phóng viên và biên tập viên – những người trực tiếp sáng tạo tác phẩm và thể hiện tác phẩm của mình. Họ có thể truyền được thái độ, tình cảm, cái “tôi chứng kiến” của mình. Nhưng dù là giọng của biên tập viên hay phóng viên thì vẫn phải đảm bảo yêu cầu đúng, chuẩn và có kỹ thuật. Nếu không, chúng ta sẽ chỉ là người Việt bình thường nói tiếng Việt, còn giọng đọc trên sóng phát thanh phải đạt tới tầm cao hơn. Đó là trách nhiệm của những nhà báo phát thanh để góp phần đọc đúng, đọc chuẩn tiếng Việt, giữ gìn tinh hoa, sự trong sáng cho tiếng Việt ta. | ” |
| — Hà Phương | |   |

## Phát thanh viên tại Việt Nam
Các giọng đọc nổi tiếng ở Việt Nam bao gồm: Nguyễn Thơ, Việt Khoa, Lê Việt, Minh Đạo, Trần Phương, Kiên Cường cùng những giọng nữ Tuyết Mai, Vân Yến, Lan Hương, Việt Hà, Minh Lý, Phương Chi, Kim Ngôn… tiếp đó là Kim Cúc, Hoàng Yến, Hà Phương và Việt Hùng. Việt Khoa, Nguyễn Thơ, Minh Đạo, Lan Hương sau ngày được vinh danh Nghệ sĩ nhân dân, Nghệ sĩ ưu tú.
Về cơ bản thì yêu cầu chung để trở thành phát thanh viên ở Việt Nam hiện nay là tốt nghiệp Đại học các chuyên ngành báo chí hoặc Khoa học xã hội Nhân văn, có trình độ tiếng Anh tốt và thành thạo kỹ năng sử dụng máy vi tính, ngoài ra cần có thêm yêu cầu về giọng nói.

### Các cơ sở đào tạo tại Việt Nam
Nghề phát thanh viên thi khối C, D. Các khoa Báo chí - Truyền thông tại các trường đào tạo phát thanh viên:
- Phía Bắc: Đại học khoa học xã hội và nhân văn Hà Nội, Học viện Báo chí và Tuyên truyền, Cao đẳng Truyền hình, Cao đẳng Phát thanh truyền hình Hà Nam...
- Phía Nam: Đại học khoa học xã hội và nhân văn thành phố Hồ Chí Minh, Đại học Huế, Cao đẳng Phát thanh truyền hình II...[1]